# Leucophenga regina
Leucophenga regina är en tvåvingeart som beskrevs av Malloch 1935. Leucophenga regina ingår i släktet Leucophenga och familjen daggflugor. Inga underarter finns listade i Catalogue of Life.